# Трдина, Янез
Янез Трдина (словен. Janez Trdina; 29 мая 1830, Менгеш, Австрийская империя — 14 июля 1905, Ново-Место) — словенский писатель, поэт, публицист, фольклорист и историк. Сторонник радикального направления в словенском национально-освободительном движении.

## Биография
С 1850 изучал историю, географию и классическую филологию в университете Вены. Тогда же, занялся старославянским языком.
После окончания учёбы в 1853 стал работать учителем в гимназии Вараждина, затем переехал в Риеку.
В 1867 из-за критики австрийских властей и влияния на молодёжь, выступавшую с политическими и антирелигиозными требованиями, был лишён работы и отправлен на пенсию. Поселился в г. Ново-Место.
Совершил много поездок по Словенским землям, часто выезжал в Нижнюю и Белую Крайну, где собирал фольклор, описывал жизнь и быт народа. На основе полученного материала, создал ряд произведений, из которых наиболее известное «Бајке ин повести о Горданцих» (1882—1888) и «Народне приповетка из Бистришке Долине» (1846—1850).

## Творчество
Считается одним из лучший словенских стилистов своего периода. Во всех его сочинениях выражал политические требования словенского крестьянства. В народные басни и сказки, собранные им в ряде словенских провинций, он вносил свои политические взгляды, подвергая критике австро-венгерскую реакцию.
Трдина часто брал только мотивы народных сказок, подвергая их полнейшей переработке. Такими являются его «Народне приповетка из Бистришке Долине» (1846—1850) и особенно несколько томов «Бајке ин повести о Горданцих» (1882—1888). Кроме того, им был написан ряд исторических повестей («Аров ин зман», 1850), «Приповетка од Гласан-Бога» (1850), мемуары" — «Бахови хузарји цін Имери» (Гусари Баха, 1887), где он подвергает суровой критике наступившую в Австрии после революции 1848 реакцию и австро-венгерскую монархию вообще.
Я. Трдина обогатил словенский язык народными, до него неизвестными, словами и оборотами.

## Память
В 1923 году в его честь был назван самый высокий пик горного массива Жумберак на границе между Словенией и Хорватией — Trdinov vrh (или Света-Гера (хорв. Sveta Gera).